# فتسلار
فِتسلار (بالألمانية Wetzlar) هي مدينة ألمانية, تقع في منطقة هسن. عدد سكانها حوالي 53،000 نسمة.وتقع على نهر لان. كانت مكان إقامة الأديب الألماني غوته.
الموقع الرسمي

## توأمة
لفتسلار اتفاقيات توأمة مع كل من:
- سيينا
- كولشيستر
- أفينيون (1960 - )
- Neukölln [الإنجليزية]‏
- بيسك
- إلميناو
- Schladming [الإنجليزية]‏
- ويندهوك

## أعلام
- أدولف فريدريك فون راينهارد
- لوكاس مولر
- راينر ميركل
- هولجر كيرشكي
- كارل كيلنر
- أوتو لينز
- يورغن ستوك
- هاري هوب